# Agroeca maculata
Agroeca maculata är en spindelart som beskrevs av Ludwig Carl Christian Koch 1879. Agroeca maculata ingår i släktet Agroeca och familjen månspindlar. Inga underarter finns listade i Catalogue of Life.